# Молодіжна збірна Нової Зеландії з футболу
Молодіжна збірна Нової Зеландії з футболу (англ. New Zealand national under-20 football team) — представляє Нову Зеландію на молодіжних змаганнях з футболу.

## Виступи на молодіжному ЧС
| Молодіжний чемпіонат світу | Молодіжний чемпіонат світу | Молодіжний чемпіонат світу | Молодіжний чемпіонат світу | Молодіжний чемпіонат світу | Молодіжний чемпіонат світу | Молодіжний чемпіонат світу | Молодіжний чемпіонат світу | Молодіжний чемпіонат світу |
| Рік                        | Раунд                      | Місце                      | І                          | В                          | Н*                         | П                          | ГЗ                         | ГР                         |
| -------------------------- | -------------------------- | -------------------------- | -------------------------- | -------------------------- | -------------------------- | -------------------------- | -------------------------- | -------------------------- |
| 1977                       | Не брали участь            | Не брали участь            | Не брали участь            | Не брали участь            | Не брали участь            | Не брали участь            | Не брали участь            | Не брали участь            |
| 1979                       | Не кваліфікувались         | Не кваліфікувались         | Не кваліфікувались         | Не кваліфікувались         | Не кваліфікувались         | Не кваліфікувались         | Не кваліфікувались         | Не кваліфікувались         |
| 1981                       | Не кваліфікувались         | Не кваліфікувались         | Не кваліфікувались         | Не кваліфікувались         | Не кваліфікувались         | Не кваліфікувались         | Не кваліфікувались         | Не кваліфікувались         |
| 1983                       | Не кваліфікувались         | Не кваліфікувались         | Не кваліфікувались         | Не кваліфікувались         | Не кваліфікувались         | Не кваліфікувались         | Не кваліфікувались         | Не кваліфікувались         |
| 1985                       | Не кваліфікувались         | Не кваліфікувались         | Не кваліфікувались         | Не кваліфікувались         | Не кваліфікувались         | Не кваліфікувались         | Не кваліфікувались         | Не кваліфікувались         |
| 1987                       | Не кваліфікувались         | Не кваліфікувались         | Не кваліфікувались         | Не кваліфікувались         | Не кваліфікувались         | Не кваліфікувались         | Не кваліфікувались         | Не кваліфікувались         |
| 1989                       | Не кваліфікувались         | Не кваліфікувались         | Не кваліфікувались         | Не кваліфікувались         | Не кваліфікувались         | Не кваліфікувались         | Не кваліфікувались         | Не кваліфікувались         |
| 1991                       | Не кваліфікувались         | Не кваліфікувались         | Не кваліфікувались         | Не кваліфікувались         | Не кваліфікувались         | Не кваліфікувались         | Не кваліфікувались         | Не кваліфікувались         |
| 1993                       | Не кваліфікувались         | Не кваліфікувались         | Не кваліфікувались         | Не кваліфікувались         | Не кваліфікувались         | Не кваліфікувались         | Не кваліфікувались         | Не кваліфікувались         |
| 1995                       | Не кваліфікувались         | Не кваліфікувались         | Не кваліфікувались         | Не кваліфікувались         | Не кваліфікувались         | Не кваліфікувались         | Не кваліфікувались         | Не кваліфікувались         |
| 1997                       | Не кваліфікувались         | Не кваліфікувались         | Не кваліфікувались         | Не кваліфікувались         | Не кваліфікувались         | Не кваліфікувались         | Не кваліфікувались         | Не кваліфікувались         |
| 1999                       | Не кваліфікувались         | Не кваліфікувались         | Не кваліфікувались         | Не кваліфікувались         | Не кваліфікувались         | Не кваліфікувались         | Не кваліфікувались         | Не кваліфікувались         |
| 2001                       | Не кваліфікувались         | Не кваліфікувались         | Не кваліфікувались         | Не кваліфікувались         | Не кваліфікувались         | Не кваліфікувались         | Не кваліфікувались         | Не кваліфікувались         |
| 2003                       | Не кваліфікувались         | Не кваліфікувались         | Не кваліфікувались         | Не кваліфікувались         | Не кваліфікувались         | Не кваліфікувались         | Не кваліфікувались         | Не кваліфікувались         |
| 2005                       | Не кваліфікувались         | Не кваліфікувались         | Не кваліфікувались         | Не кваліфікувались         | Не кваліфікувались         | Не кваліфікувались         | Не кваліфікувались         | Не кваліфікувались         |
| 2007                       | Груповий етап              | 22-е                       | 3                          | 0                          | 0                          | 3                          | 1                          | 5                          |
| 2009                       | Не кваліфікувались         | Не кваліфікувались         | Не кваліфікувались         | Не кваліфікувались         | Не кваліфікувались         | Не кваліфікувались         | Не кваліфікувались         | Не кваліфікувались         |
| 2011                       | Груповий етап              | 17-е                       | 3                          | 0                          | 2                          | 1                          | 2                          | 3                          |
| 2013                       | Груповий етап              | 23-є                       | 3                          | 0                          | 0                          | 3                          | 1                          | 7                          |
| 2015                       | 1/8 фіналу                 | 14-е                       | 4                          | 1                          | 1                          | 2                          | 6                          | 7                          |
| 2017                       | 1/8 фіналу                 | 16-е                       | 4                          | 1                          | 1                          | 2                          | 3                          | 9                          |
| 2019                       | 1/8 фіналу                 | 11-е                       | 4                          | 2                          | 1                          | 1                          | 8                          | 3                          |
| 2023                       | 1/8 фіналу                 | 14-е                       | 4                          | 1                          | 1                          | 2                          | 3                          | 11                         |
| Разом                      | 1/8 фіналу                 | 8/24                       | 25                         | 5                          | 6                          | 14                         | 24                         | 45                         |

- — країна-господар фінального турніру

## Виступи на молодіжному чемпіонаті ОФК
| Молодіжний чемпіонат ОФК | Молодіжний чемпіонат ОФК | Молодіжний чемпіонат ОФК | Молодіжний чемпіонат ОФК | Молодіжний чемпіонат ОФК | Молодіжний чемпіонат ОФК | Молодіжний чемпіонат ОФК | Молодіжний чемпіонат ОФК | Молодіжний чемпіонат ОФК | Молодіжний чемпіонат ОФК |
| Рік                      | Раунд                    | І                        | В                        | Н                        | П                        | ГЗ                       | ГП                       | Різ                      |                          |
| ------------------------ | ------------------------ | ------------------------ | ------------------------ | ------------------------ | ------------------------ | ------------------------ | ------------------------ | ------------------------ | ------------------------ |
| 1974                     | 2-е місце                | 4                        | 3                        | 0                        | 1                        | 13                       | 5                        | +8                       |                          |
| 1978                     | 3-є місце                | 3                        | 1                        | 1                        | 1                        | 6                        | 3                        | +3                       |                          |
| 1980                     | Чемпіон                  | 3                        | 2                        | 1                        | 0                        | 9                        | 2                        | +7                       |                          |
| 1982                     | 2-е місце                | 4                        | 2                        | 0                        | 2                        | 16                       | 6                        | +10                      |                          |
| 1985                     | 3-є місце                | 5                        | 3                        | 0                        | 2                        | 21                       | 9                        | +12                      |                          |
| 1986                     | 3rd Place                | 4                        | 0                        | 3                        | 1                        | 1                        | 4                        | −3                       |                          |
| 1988                     | 2-е місце                | 5                        | 4                        | 0                        | 1                        | 21                       | 2                        | +19                      |                          |
| 1990                     | 2-е місце                | 4                        | 2                        | 0                        | 2                        | 5                        | 9                        | −4                       |                          |
| 1992                     | Чемпіон                  | 4                        | 4                        | 0                        | 0                        | 8                        | 1                        | +7                       |                          |
| 1994                     | 2-е місце                | 5                        | 4                        | 0                        | 1                        | 11                       | 2                        | +9                       |                          |
| 1997                     | 2-е місце                | 4                        | 2                        | 0                        | 2                        | 9                        | 6                        | +3                       |                          |
| 1998                     | 3-є місце                | 5                        | 3                        | 1                        | 1                        | 20                       | 4                        | +16                      |                          |
| 2001                     | 2-е місце                | 6                        | 5                        | 0                        | 1                        | 10                       | 6                        | +4                       |                          |
| 2002                     | Груповий етап            | 4                        | 3                        | 0                        | 1                        | 17                       | 2                        | +15                      |                          |
| 2005                     | Груповий етап            | 3                        | 1                        | 0                        | 2                        | 8                        | 3                        | +5                       |                          |
| 2007                     | Чемпіон                  | 6                        | 5                        | 1                        | 0                        | 21                       | 4                        | +17                      |                          |
| 2008                     | 3rd Place                | 3                        | 1                        | 1                        | 1                        | 6                        | 4                        | +2                       |                          |
| 2011                     | Чемпіон                  | 4                        | 4                        | 0                        | 0                        | 22                       | 1                        | +21                      |                          |
| 2013                     | Чемпіон                  | 4                        | 4                        | 0                        | 0                        | 13                       | 2                        | +11                      |                          |
| 2014                     | Не брали участі          | Не брали участі          | Не брали участі          | Не брали участі          | Не брали участі          | Не брали участі          | Не брали участі          | Не брали участі          |                          |
| 2016                     | Чемпіон                  | 5                        | 5                        | 0                        | 0                        | 15                       | 2                        | +13                      |                          |
| 2018                     | Чемпіон                  | 5                        | 5                        | 0                        | 0                        | 20                       | 1                        | +19                      |                          |
| 2022                     | Чемпіон                  | 6                        | 6                        | 0                        | 0                        | 33                       | 0                        | +33                      |                          |
| 2024                     | Чемпіон                  | 5                        | 5                        | 0                        | 0                        | 23                       | 0                        | +23                      |                          |
| Разом                    | 9 титулів                | 101                      | 73                       | 9                        | 19                       | 332                      | 79                       | +253                     |                          |

## Досягнення
- Молодіжний чемпіонат ОФК
  -  Чемпіон (9): 1980, 1992, 2007, 2011, 2013, 2016, 2018, 2022, 2024
  -  Віце-чемпіон (7): 1974, 1982, 1988, 1990, 1994, 1997, 2001
  -  3-є місце (5): 1978, 1985, 1986, 1998, 2008